# Metro Transportes do Sul
A Metro Transportes do Sul (mais conhecida por MTS), é a empresa que explora o sistema de transportes públicos fornecido através do denominado metro ligeiro de superfície (Metro Sul do Tejo, MST), nos concelhos de Almada e Seixal, em Portugal. O primeiro troço foi inaugurado em 2007 e a rede atual está em funcionamento desde finais de 2008.

## História

### Antecedentes

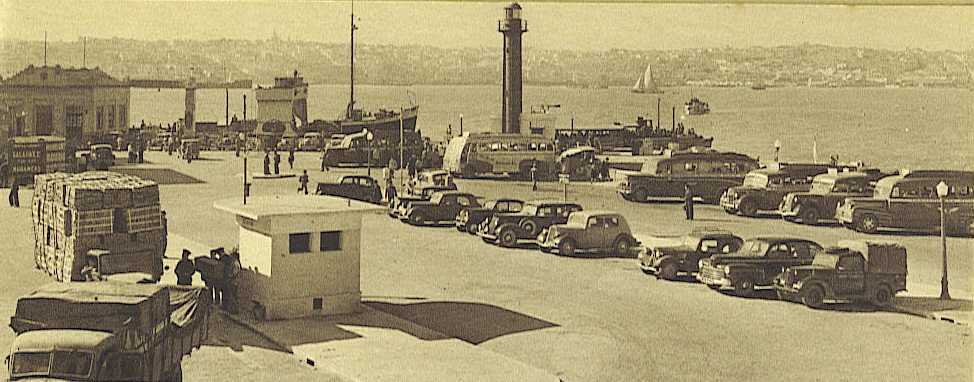
Cais de Cacilhas em 1950.

Os primeiros planos para uma ligação ferroviária circular na margem sul da foz do Tejo, interceptando rotas (fluviais e ferroviárias) oriundas da capital, datam da década de 1930. O pouco que foi posto em prática, integrado na rede ferroviária, teve vida breve — o Ramal do Seixal, desativado e demolido em 1970.

### Metro Sul do Tejo / Metro Transportes do Sul
Datam de 1985 as primeiras posições públicas da Câmara Municipal de Almada conducentes ao sistema actual, tendo sido assinado dez anos mais tarde entre o Governo e as autarquias envolvidas (já então incluindo não apenas Almada e Seixal, mas também Barreiro e Moita) um Protocolo para o desenvolvimento do metropolitano ligeiro na margem sul do Tejo, nos Paços do Concelho do Barreiro, a 18 de Abril de 1995. O anteprojeto havia sido elaborado por um consórcio liderado pela empresa francesa Semaly-HP-Pret.
O projeto original é o que está ainda em vigor, tendo sido incorporadas apenas alterações de pormenor no traçado, e o calendário de obras e inaugurações sucessivamente dilatado. As três linhas finalmente construídas em 2007-2008 (rede actual) constam do traçado proposto em 1995, com entradas ao serviço previstas para 1997-1999 no eixo Barreiro-Almada-Pragal. Os atrasos sucedem-se e a obra arranca finalmente apenas em 2002, após novo protocolo assinado em 1999.

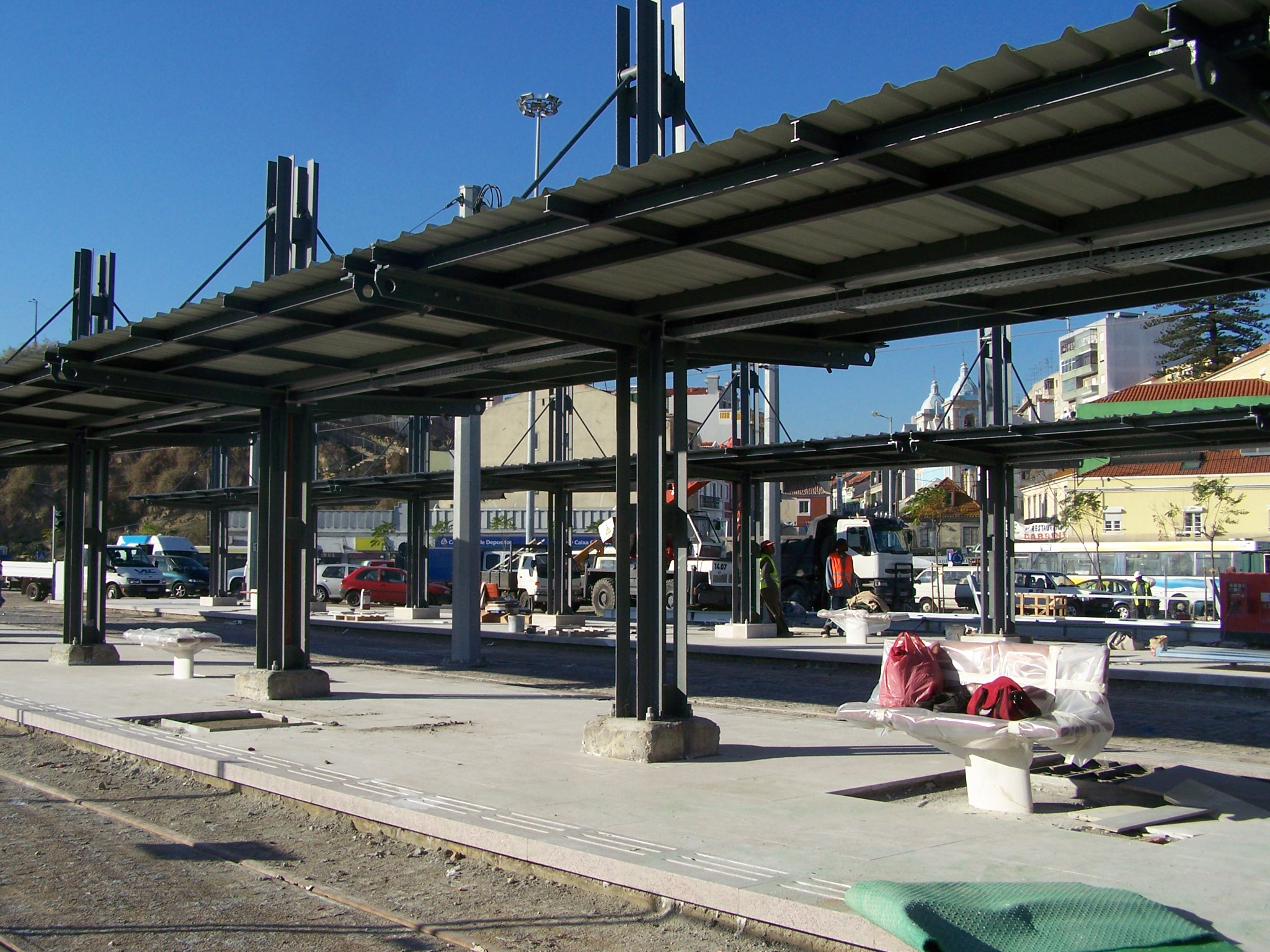
Terminal de Cacilhas em 2008, pouco antes da sua entrada ao serviço.

A empresa que ganhou o concurso internacional para exploração do MST por 30 anos foi a Sociedade Concessionária MTS – Metro Transportes do Sul, SA, cujo principal acionista é o Grupo Barraqueiro / Arriva (que controla também os comboios Fertagus).
O troço entre Corroios e Cova da Piedade foi inaugurado em 30 de Abril de 2007 entrando ao serviço da população em 1 de Maio de 2007. Em 15 de Dezembro de 2007 foi inaugurado o troço entre Cova da Piedade e Universidade. Em 26 de Novembro de 2008, foi inaugurado ao público o troço até Cacilhas.

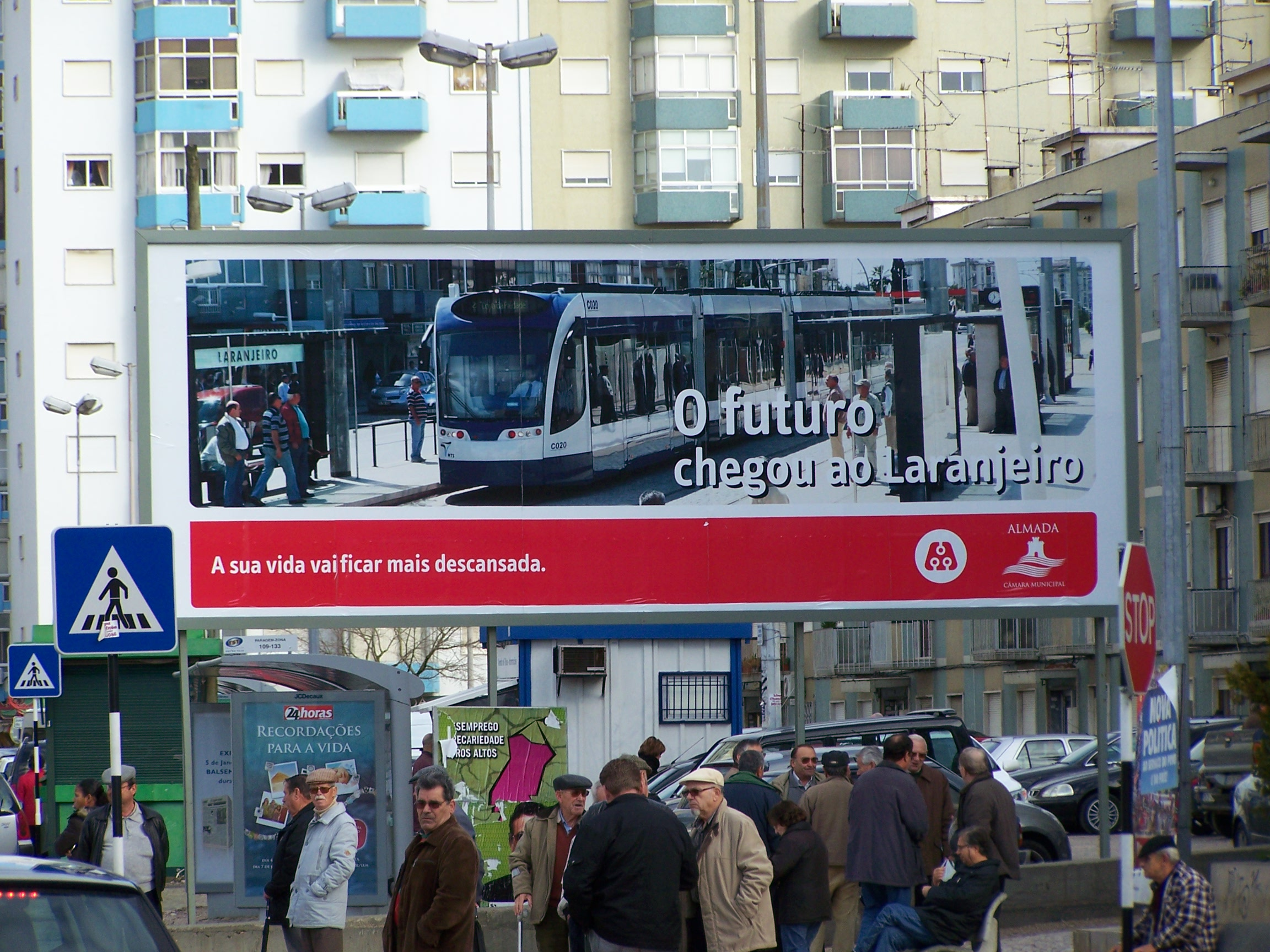
Publicidade in situ ao primeiro troço, aquando da sua inauguração.

As 2ª e 3ª fases de construção, que preveem o alargamento pelo concelho do Seixal e a ligação aos da Moita (na Baixa da Banheira) e do Barreiro, mantém-se previstas mas suspensas desde 2008. Em 11 de julho de 2017 a Câmara Municipal do Seixal, juntamente com as juntas de freguesia de Amora e Corroios, e a Comissão de Utentes dos Transportes do Concelho do Seixal, organizou uma ação de sensibilização e protesto na EN10.
Em dados de 2015, este sistema de transporte custou 125,5 milhões de euros desde 2005 e a concessão traz encargos anuais de oito milhões de euros.

O veículo C012 esteve envolvido com uma furgonete e um automóvel ligeiro num acidente com descarrilamento na manhã de 28 de Maio de 2019, na Avenida 23 de Julho, ao Laranjeiro, registando-se seis feridos ligeiros; as causas da ocorrência foram dadas a investigar ao Gabinete de Prevenção e Investigação de Acidentes com Aeronaves e de Acidentes Ferroviários.

## Infraestrutura

### Características da via

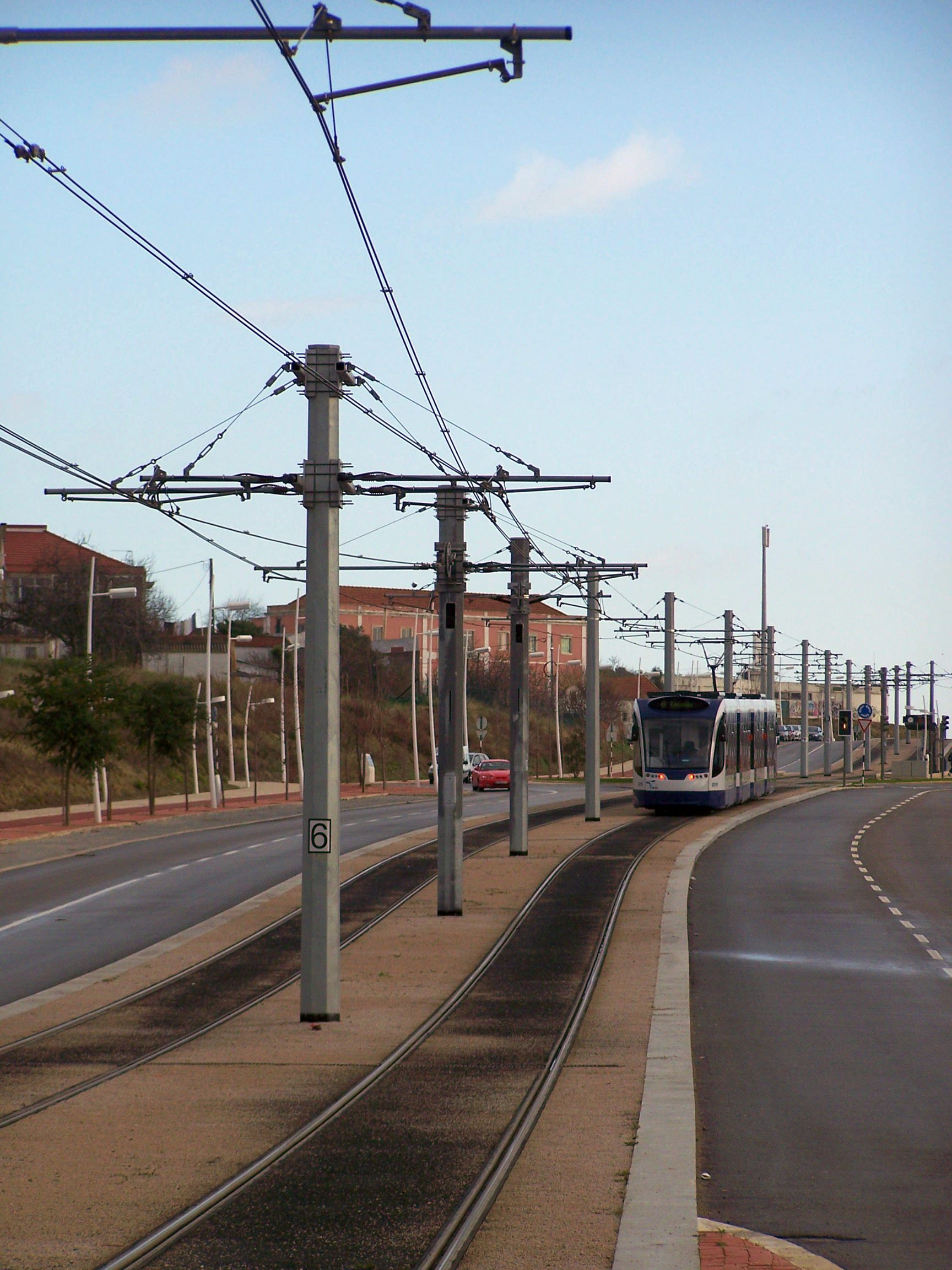
Aspeto da linha junto à paragem Universidade, no separador central da rodovia.

As vias do MST correm em separado do trânsito rodoviário, ainda que quase sempre em paralelo com a rodovia — tanto lateral como centralmente. Têm apenas cruzamentos de nível com o tráfego rodoviário, com prioridade para os veículos do metro ligeiro; o sistema integrado de localização do veículo permite que este tenha prioridade nos cruzamentos de nível com as ruas ao sinalizar-se a semáforos programados para o efeito[carece de fontes?].

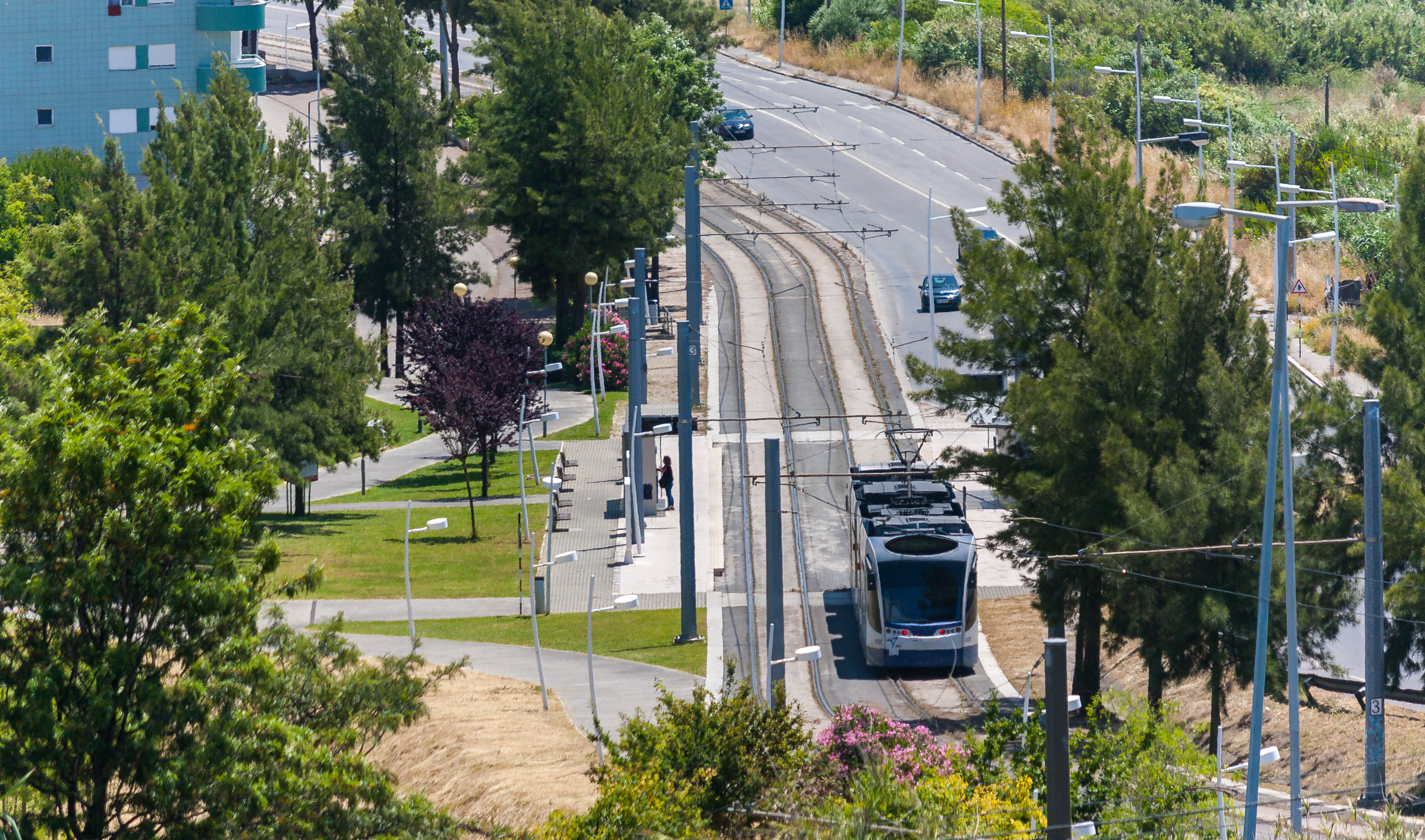
Paragem Boa Esperança, linha em 2020: carris em via dupla, paralelos à rodovia e segregados.

Toda a rede apresenta um par de vias paralelas, permitindo dupla circulação — que é habitualmente efetuada pela direita. Além do parque de manobras no depósito em Corroios, existem dois pontos da rede com mais que duas vias paralelas (Pragal e Corroios-Estação), vários aparelhos de mudança de via isolados, e um segmento de via única sem saída na direção da expansão proposta em Corroios.
As vias são encastradas no pavimento e têm a face interior dos carris (aonde encaixam as golas das rodas) a uma distância de 1435 mm (bitola internacional, idêntica à dos metropolitanos de Lisboa e do Porto).
Toda a rede é provida de alimentação elétrica feita, como habitual neste tipo de transporte, por cabo metálico nu suspenso sobre a via de fiação esticada isolada em de postes erigidos para o efeito, a 750 V em corrente contínua.
As plataformas contam com uma altura bastante reduzida, tornando o seu acesso fácil e sem necessidade de grandes infraestruturas.

### Linhas
O MST tem três “linhas” de exploração comercial (1, 2 e 3), circulando numa rede em forma de "Y" com um triângulo central e três braços estendendo-se respetivamente para sul (Corroios), oeste (Caparica), e nordeste (Cacilhas). Cada linha usa, total ou parcialmente, dois dos três braços desta topologia. A rede apresenta um total de 19 paragens e uma extensão de 13,5 km.
Apesar da identificação atual das linhas, as mesmas estavam em tempos associadas a diferentes cores em fases diferentes do projeto:
| Linha e cor atual | usadas anteriormente | usadas anteriormente | usadas anteriormente |
| ----------------- | -------------------- | -------------------- | -------------------- |
| Linha e cor atual | [ 10 ]               | [ 8 ]                | (wp)                 |
| 1                 | vermelha             | verde                | azul                 |
| 2                 | azul                 | laranja              | vermelha             |
| 3                 | verde                | azul                 | amarela              |

Todas as paragens da rede (com exceção de Bento Gonçalves) têm correspondência com paragens de autocarro da Carris Metropolitana, havendo pontos intermodais em Cacilhas, com o transporte fluvial (Terminal Fluvial de Cacilhas), em Corroios, com o transporte ferroviário (Estação Ferroviária de Corroios), e no Pragal, também com o transporte ferroviário (Estação Ferroviária do Pragal).
Existem planos de prolongamento da rede, nomeadamente do Seixal a outros concelhos da Margem Sul.

### Material Circulante

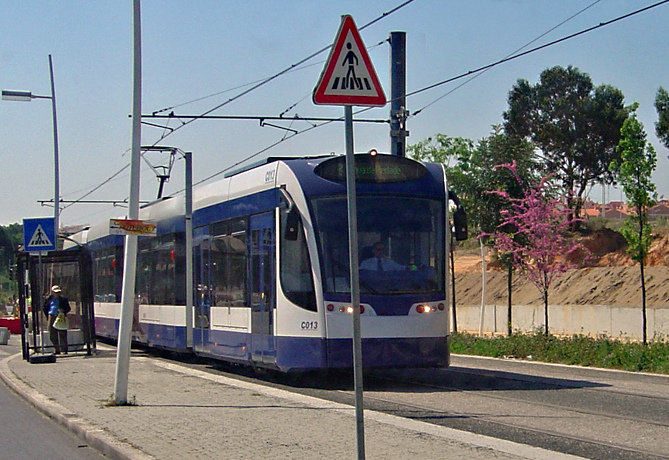
Veículo do MST na paragem Laranjeiro, equipada com sinalização passiva de passagem para peões.

O MST conta com um parque composto por 24 veículos do tipo light rail, numerados de C001 a C024, do modelo Combino Plus, fabricado pela Siemens. Os veículos apresentam uma pintura azul escura e branca, à semelhança do logótipo da empresa gestora da rede, sendo constituídos por quatro segmentos articulados e com passagem livre no seu interior. Comparativamente a outros modelos semelhantes, os veículos do MST são mais longos do que os elétricos articulados originais da Carris, também fabricados pela Siemens, mas mais curtos do que os veículos eurotrams do Metro do Porto.
Os veículos do MST têm uma velocidade máxima de 70 km/h, transportando entre 225 e 300 pessoas, 74 das quais sentadas. Contam com  3 espaços reservados para cadeiras de rodas e carrinhos de bebé e dispõem de ar condicionado. O piso é 100% rebaixado, com uma altura de 30 cm acima do solo ao longo de todo o veículo.
Uma das unidades, a C008, foi alugada em 2007 pela Siemens e esteve a operar na rede de elétricos de Melbourne para fins de pesquisa e desenvolvimento.

## Expansão da Rede
Desde a abertura do sistema que existem planos para expandir o sistema. Dois dos planos mais falados são a expansão da linha 1 de Corroios até a outros locais da Margem Sul, especialmente ao Seixal aonde mais sempre se fez voz acerca do tema para prosseguir com as 2ª (de Corroios até ao Fogueteiro) e 3ª fase (do Fogueteiro até ao Lavradio, passando pelo Seixal e Barreiro) do projeto de expansão do Metro Sul do Tejo,e a linha 3 da Universidade até à Costa da Caparica. 
A expansão incluíria servir locais como Cruz de Pau, Amora, Fogueteiro, Torre da Marinha, Arrentela e Seixal. A partir do Seixal, a linha seguiria para o Barreiro (a partir de uma nova ponte entre as duas localidades) e o Lavradio, com possíveis prolongamentos futuros até à Baixa da Banheira, Alhos Vedros e Moita para a linha 1, e  Costa da Caparica e Trafaria para a linha 3.

### Linha 1
Em 2017, um despacho do Governo criou um grupo de trabalho para promover um estudo de um corredor de transportes públicos em complemento e conexão com o sistema em operação na fase 1 do Metro Sul do Tejo, em conjunto com o professor João de Abreu e Silva do IST, as câmaras municipais de Alcochete, Almada, Barreiro, Moita, Montijo e Seixal, a IP, o LNEC e o IMT. O trabalho ficou concluído em 2021 e analisou opções da expansões serem em Metro Ligeiro ou BRT, este último à base de autocarros eléctricos em vias exclusivas. Ficaram definidas duas grandes possibilidades para o futuro da linha 1: 
- Linha extendida até Alhos Vedros, com o BRT a ser feito entre Alhos Vedros e Alcochete;

- Linha mantida em Corroios, com o BRT a tomar todo o troço de Corroios até Alcochete.

Estima-se que o BRT pudesse ter uma capacidade até 150 lugares, inferior aos 280 lugares do metro ligeiro, com um investimento acima de 700 milhões de euros no primeiro cenário e quase 600 milhões no segundo.

### Linha 3
Com a linha 3, três ideias sempre foram as mais discutidas entre si sobre como o metro ligeiro poderia ser extendido:
- Linha extendida até à Costa da Caparica, passando pela Trafaria;

- Linha extendida até à Costa da Caparica, sem ligação pela Trafaria;

- Linha extendida até à Trafaria, passando pela Costa da Caparica;

Em fevereiro de 2025 foi apresentado o projeto de expansão da rede do MST, com o prolongamento da Linha 3 até à zona da Trafaria, passando pela Costa da Caparica. Este prolongamento deverá ter cerca de 7 km de extensão e 10 novas estações, estando prevista a sua conclusão em 2029. Prevê-se um tempo de percurso de 19 minutos entre o atual término desta linha e o futuro término junto à Estação Fluvial da Trafaria.
O projeto de expansão da rede do MST prevê a requalificação dos espaços públicos junto da futura linha e a criação de novos pontos intermodais. Na Costa da Caparica será criado um novo terminal intermodal que permitirá a ligação rápida ao transporte rodoviário da Carris Metropolitana, a Táxis e TVDEs, e a um reformulado serviço de Transpraia.
O prolongamento da rede do MST está a ser trabalhado conjuntamente por 3 entidades distintas, na sequência de um protocolo de colaboração assinado em julho de 2024:
- Metropolitano de Lisboa - responsável pela gestão do projeto, pela articulação com as demais entidades envolvidas e por desenvolver os vários relatórios, estudos, sondagens e análises necessárias
- Câmara Municipal de Almada - responsável pela inserção urbana do traçado, nomeadamente com a realização de projetos de requalificação das zonas envolventes
- Transportes Metropolitanos de Lisboa - responsável pelos estudos de tráfego e pela interligação entre as várias opções de transporte público, em articulação com o Metropolitano de Lisboa

De forma a apresentar publicamente o projeto à sociedade civil, e recolher propostas das comunidades locais, foram realizadas várias sessões públicas, organizadas pela NOVA School of Science and Technology:
- Conferência de Apresentação, realizada a 10 de fevereiro de 2025, no auditório da NOVA School of Science and Technology
- Sessões de Participação Pública, realizadas a 20 de fevereiro, no Casino da Trafaria, e a 21 de fevereiro, no INATEL da Costa da Caparica
- Conferência de Encerramento, realizada a 6 de março, no auditório da NOVA School of Science and Technology

As várias entidades envolvidas no projeto deverão apresentar os estudos preliminares até final de 2026, culminando depois na fase de estudo prévio, na concretização de uma data de início de exploração definitiva, no processo de Avaliação de Impacte Ambiental e no início da construção do prolongamento.